# After Tomorrow (film 1932)
After Tomorrow è un film del 1932 diretto da Frank Borzage.
La sceneggiatura si basa su After Tomorrow, un lavoro teatrale di John Golden e Hugh Stange presentato a Broadway al John Golden Theatre il 26 agosto 1931.

## Produzione
Il film fu prodotto dalla Fox Film Corporation. Nella colonna sonora fu inserita la canzone All the World Will Smile Again After Tomorrow, parole e musica di James Hanley.

### Cast
- Josephine Hull (1877–1957) - Interprete della signora Piper, aveva ricoperto lo stesso ruolo anche nella versione teatrale a Broadway[2].

## Distribuzione
Il copyright del film, richiesto dalla Fox Film Corp., fu registrato il 12 febbraio 1932 con il numero LP2881.
Distribuito dalla Fox Film Corporation, il film uscì nelle sale cinematografiche statunitensi il 6 marzo 1932.